# Список територіальних громад Волинської області
Це список територіальних громад Волинської області, створених в рамках адміністративно-територіальної реформи 2015-2020.
25 червня 2015 року рішенням Волинської обласної ради був схвалений перспективний план формування громад. А 14 серпня створені перші 5 громад. Перші вибори в них громадах відбулися 25 жовтня 2015 року.

## Адміністративний устрій з 2020 року
| Назва               | Категорія | Адмін. центр            | Район             |
| ------------------- | --------- | ----------------------- | ----------------- |
| Луцька              | міська    | місто Луцьк             | Луцький           |
| Володимир-Волинська | міська    | місто Володимир         | Володимирський    |
| Ковельська          | міська    | місто Ковель            | Ковельський       |
| Нововолинська       | міська    | місто Нововолинськ      | Володимирський    |
| Устилузька          | міська    | місто Устилуг           | Володимирський    |
| Зимнівська          | сільська  | село Зимне              | Володимирський    |
| Оваднівська         | сільська  | село Овадне             | Володимирський    |
| Берестечківська     | міська    | місто Берестечко        | Луцький           |
| Горохівська         | міська    | місто Горохів           | Луцький           |
| Мар'янівська        | селищна   | смт Мар'янівка          | Луцький           |
| Іваничівська        | селищна   | смт Іваничі             | Володимирський    |
| Литовезька          | сільська  | село Литовеж            | Володимирський    |
| Павлівська          | сільська  | село Павлівка           | Володимирський    |
| Поромівська         | сільська  | село Поромів            | Володимирський    |
| Камінь-Каширська    | міська    | місто Камінь-Каширський | Камінь-Каширський |
| Сошичненська        | сільська  | село Сошичне            | Камінь-Каширський |
| Ківерцівська        | міська    | місто Ківерці           | Луцький           |
| Олицька             | селищна   | смт Олика               | Луцький           |
| Цуманська           | селищна   | смт Цумань              | Луцький           |
| Голобська           | селищна   | смт Голоби              | Ковельський       |
| Люблинецька         | селищна   | смт Люблинець           | Ковельський       |
| Велицька            | сільська  | село Велицьк            | Ковельський       |
| Дубівська           | сільська  | село Дубове             | Ковельський       |
| Колодяжненська      | сільська  | село Колодяжне          | Ковельський       |
| Поворська           | сільська  | село Поворськ           | Ковельський       |
| Локачинська         | селищна   | смт Локачі              | Володимирський    |
| Затурцівська        | сільська  | село Затурці            | Володимирський    |
| Торчинська          | селищна   | смт Торчин              | Луцький           |
| Боратинська         | сільська  | село Боратин            | Луцький           |
| Городищенська       | сільська  | село Городище           | Луцький           |
| Підгайцівська       | сільська  | село Підгайці           | Луцький           |
| Любешівська         | селищна   | смт Любешів             | Камінь-Каширський |
| Любомльська         | міська    | місто Любомль           | Ковельський       |
| Головненська        | селищна   | смт Головне             | Ковельський       |
| Вишнівська          | сільська  | село Вишнів             | Ковельський       |
| Рівненська          | сільська  | село Рівне              | Ковельський       |
| Колківська          | селищна   | смт Колки               | Луцький           |
| Маневицька          | селищна   | смт Маневичі            | Камінь-Каширський |
| Прилісненська       | сільська  | село Прилісне           | Камінь-Каширський |
| Заболоттівська      | селищна   | смт Заболоття           | Ковельський       |
| Ратнівська          | селищна   | смт Ратне               | Ковельський       |
| Велимченська        | сільська  | село Велимче            | Ковельський       |
| Забродівська        | сільська  | село Заброди            | Ковельський       |
| Самарівська         | сільська  | село Самари             | Ковельський       |
| Рожищенська         | міська    | місто Рожище            | Луцький           |
| Доросинівська       | сільська  | село Доросині           | Луцький           |
| Копачівська         | сільська  | село Копачівка          | Луцький           |
| Старовижівська      | селищна   | смт Стара Вижівка       | Ковельський       |
| Дубечненська        | сільська  | село Дубечне            | Ковельський       |
| Сереховичівська     | сільська  | село Сереховичі         | Ковельський       |
| Смідинська          | сільська  | село Смідин             | Ковельський       |
| Луківська           | селищна   | смт Луків               | Ковельський       |
| Турійська           | селищна   | смт Турійськ            | Ковельський       |
| Шацька              | селищна   | смт Шацьк               | Ковельський       |